# Suzaka (Nagano)
Suzaka (須坂市 Suzaka-shi?) es una ciudad localizada en la prefectura de Nagano, Japón. En marzo de 2019 tenía una población de 50.828 habitantes en 19.979 hogares y una densidad de población de 340 personas por km². Su área total es de 149,67 km².

## Geografía

### Municipios circundantes
- Prefectura de Nagano
  - Ueda
  - Nagano
  - Obuse
  - Takayama
- Prefectura de Gunma
  - Tsumagoi

## Demografía
Según datos del censo japonés, la población de Suzaka se ha mantenido relativamente estable en los últimos 30 años.
| Año del censo | Población |
| ------------- | --------- |
| 1970          | 45.782    |
| 1980          | 52.543    |
| 1990          | 53.662    |
| 2000          | 54.207    |
| 2010          | 52,177    |